# Julien Célos
Julien Célos est un peintre et aquafortiste belge né, de père français, à Anvers le 30 septembre 1884 et décédé le 8 septembre 1953 à l’âge de 68 ans. 

## Biographie
Formé à l’Académie Royale des Beaux-Arts d’Anvers où il fut l’élève de Franz Courtens, la majeure partie de son œuvre se compose de vues de paysages ruraux et de villes des Flandres belges, principalement Bruges, Malines, Gand et Anvers, mais également de Zélande (Pays-Bas) et de France.  Il s’inspira souvent des villes de Malines et de Bruges, de leur béguinage, de leurs canaux et de leurs petites rues pittoresques. Contemporaine du luminisme, la production picturale de Julien Célos en présente certaines influences. 
Son œuvre se caractérise également par une importante production de gravures en couleurs. Certaines de celles-ci notamment éditées par Georges Petit (Paris), Dietrich (Bruxelles) ou encore Caspers (Berlin). Par ses procédés, ses effets et ses thématiques, l’œuvre de Julien Célos s’apparente à celle de ses contemporains Albert Baertsoen, dont il bénéficia de l'enseignement, ou encore Emmanuel Viérin. 
Il fit partie de l’association d’artistes peintres fondée en 1883 Als Ik Kan (Aze Ick Kan) établie à Anvers, active jusqu'en 1952 ainsi que du comité de La Gravure Originale Belge.  
Il voyagea à plusieurs reprises en France, principalement en Bretagne, et séjourna également quelques mois en Tunisie pour un voyage d'études.
Il vécut l'exil en Angleterre, comme bon nombre d’artistes belges durant la Première Guerre mondiale.  

## Expositions
En 1907, à l’Exposition Générale des Beaux-Arts de Bruxelles organisée par le Gouvernement belge avec le concours de la Société Royale des Beaux-Arts de Belgique, il présenta plusieurs huiles sur toile et eaux-fortes (« En ville morte », « Automne » et « Le chiffonnier »), un pastel (« Le cloître ») et un dessin (« L’Eglise à Veere »).
Il obtient en 1908 une mention honorable au Salon des artistes français.
En 1914, toujours à l’Exposition Générale des Beaux-Arts, il présenta deux huiles sur toile (« Coin des Flandres » et « Au béguinage ») et trois gravures (« La vieille ville sous la neige », « Petit marché en hiver » et « Neige en Flandre »).

En mars 1914, il exposa également des œuvres au sein du Cercle Artistique et Littéraire de Bruxelles. De son vivant, déjà, Julien Célos a pu jouir d’un succès critique certain :
« Le Cercle Artistique donne asile à une vingtaine d’œuvres choisies de Julien Célos. Ce sont des paysages urbains, pittoresques, mouvementés, pleins de poésie. Les vieilles villes de Flandre : Bruges, Malines, Lierre et la Zélande ont fourni la moisson d’études que nous voyons ici. Le « Jardinet de l’hospice », la « Ruelle au béguinage » impressionnent vivement ; mais c’est surtout dans l’interprétation pour l’eau-forte en couleurs que le tempérament de l’artiste se traduit tout entier : le « Vieux coin », la « Vieille ville sous la neige » sont remarquables ; la « Petite place » est une merveille de composition décorative. »
Comme de nombreux autres artistes belges, Il séjourna et poursuivit son œuvre durant la Première Guerre mondiale en Angleterre et aux Pays-Bas.
Il fut exposé, en 1915 à Brighton (Public Art Galleries) aux côtés d’artistes belges confirmés tels James Ensor, Félicien Rops, Emile Claus, Albert Baertsoen ou encore Théo Van Rysselberghe dans le cadre d’une exhibition consacrée à la nouvelle peinture belge sous le parrainage de Sa Majesté le Roi Albert de Belgique. Il y était alors présenté comme « l’un des meilleurs artistes à interpréter le côté pittoresque des petites villes flamandes ».
En mars 1915, quelques lavis de Julien Célos furent présentés à l’exposition des aquarellistes au sein du Royal Institute de Londres, aux côtés d’autres artistes belges tels Fernand Khnopff ou Henry Cassiers.
En juin 1915, il présenta un ensemble de 45 œuvres (dont 16 huiles et majoritairement des eaux-fortes) à la Goupil Gallery de Londres.
En 1917, Julien Célos et Alfred Van Neste exposèrent conjointement une trentaine de toiles et d’eaux-fortes à Amsterdam, au Rokin numéro 42 dans la salle d’exposition de Madame Ellen Forest.

En 1918, la Métropole d’Anvers, paraissant provisoirement à Londres, fit état de la vente d’une aquarelle de Julien Célos pour 40 livres de l’époque, et ce dans le cadre d’une matinée en faveur des soldats convalescents belges : 

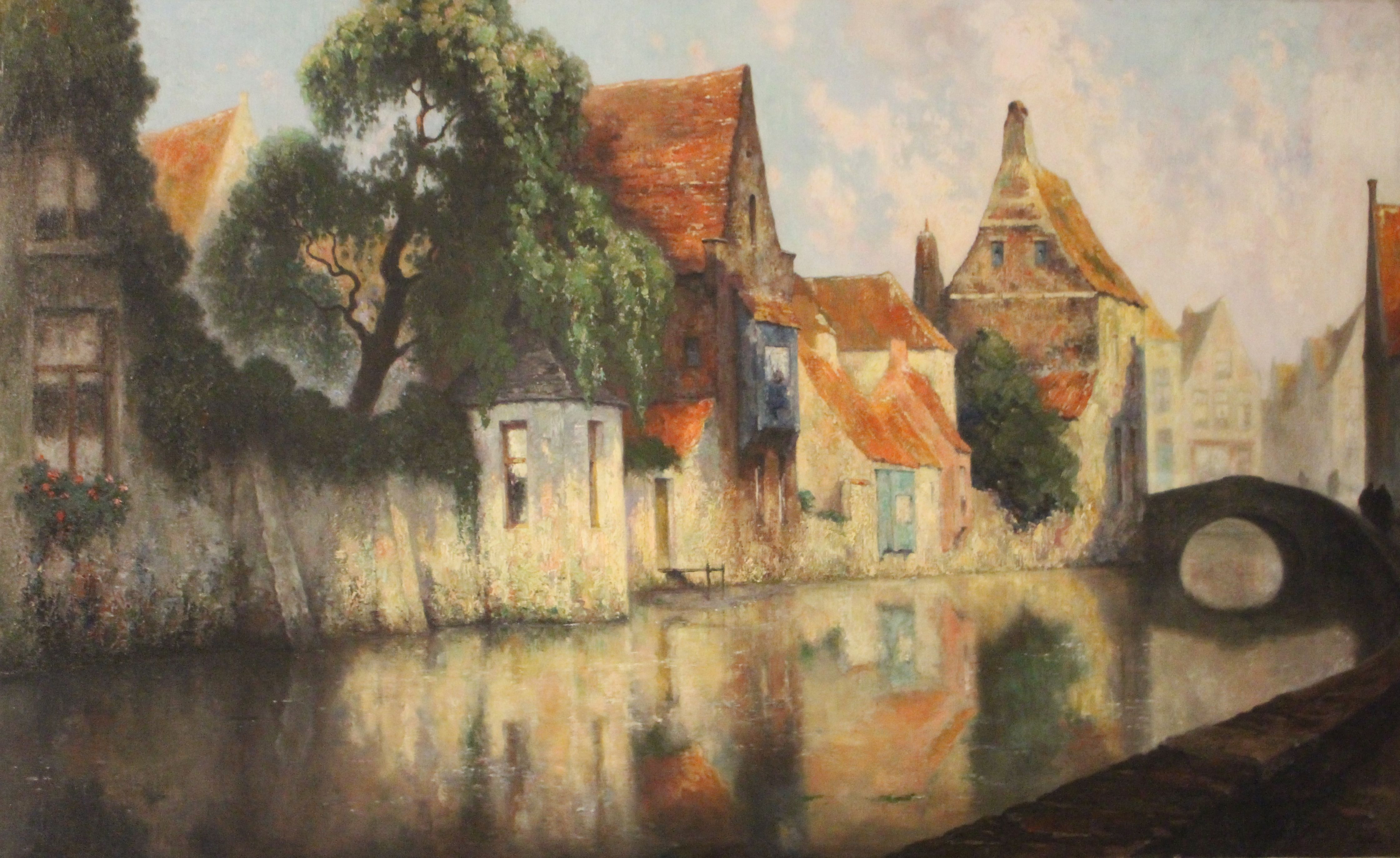
Julien Célos. Quai de la Main d'or (Bruges), 1928.

« Une vue de la Tamise du grand peintre Emile Claus fut adjugée pour 55 livres tandis qu’une jolie aquarelle de Julien Célos trouva acquéreur pour 40 livres. »
Après la Première Guerre Mondiale, les œuvres de Julien Célos seront régulièrement présentées lors d'expositions personnelles. A Anvers, dans la salle Wynen située sur le Meir, à Bruxelles également, dans la galerie de la Toison d'Or et dans la galerie Le Studio. 
Ses œuvres seront présentées dans le cadre des expositions du Cercle Artistique et Littéraire de Bruxelles, notamment en 1921, 1925 et 1928. Cette année-là figurait entre autres au catalogue l'huile sur toile intitulée « Quai de la Main d'or (Bruges) ».
En 1946 fut édité l’ouvrage « Les villes à Pignons » (Victor Dancette, Le Vésinet), le texte du poète flamand Emile Verhaeren s’accompagne de 35 eaux-fortes originales de Julien Célos. Ces gravures évoquent une Flandre douce et paisible d’avant la Première Guerre mondiale.
L’une des dernières expositions connues de Julien Célos se tint à Bruxelles du premier au 13 décembre 1951 à la galerie Le Studio, rue des Petits Carmes. Vingt-cinq œuvres y furent présentées dont « Jour d'Août » et « Après l'ondée ». 

## Informations complémentaires
- L'atelier de Julien Célos était situé à Bruxelles, tout d'abord au 96, avenue Ducpétiaux (adresse mentionnée dans un catalogue d'exposition de 1928) puis au 28 de l'avenue Jean Volders (adresse mentionnée dans un catalogue d'exposition de 1939).
- En décembre 1924, la revue artistique L'Art Belge lui consacre un important article agrémenté de cinq reproductions de ses œuvres dont « Après l'orage (Béguinage de Malines) ».
- On peut retrouver des œuvres de Julien Célos dans les collections de différents musées notamment le Fine Arts Museums of San Francisco ainsi que le Musée d’Art moderne de la Ville de Paris.